# Langelsheim
Langelsheim ist eine Stadt am Harz im Landkreis Goslar in Niedersachsen, Deutschland. Die Stadt liegt rund sieben Kilometer nordwestlich von Goslar an der Bundesstraße 82.

## Geographie

### Geographische Lage
Langelsheim liegt am bzw. im Naturpark Harz zwischen Innerste- und Granetalsperre. Der Fluss Innerste und der zum Teil verrohrte Mühlenbach fließen durch das Stadtgebiet.

### Geologie
Die Stadt liegt am Fuß der Harzpultscholle, die vor etwa 60 Millionen Jahren in der Kreidezeit und dem Tertiär gegenüber dem Harzvorland gehoben wurde (Harznordrandverwerfung). Dabei wurden mesozoische Schichten steilgestellt und zum Teil überkippt. Sie macht den heute so markanten Nordharzrand aus, der direkt am Stadtrand verläuft.

### Nachbargemeinden
Nachbargemeinden sind die Stadt Seesen im Westen, die Stadt Bockenem (Landkreis Hildesheim) im Nordwesten, die Gemeinde Sehlde (Landkreis Wolfenbüttel) im Norden, die kreisfreie Stadt Salzgitter im Nordosten, die Gemeinde Liebenburg im Osten, die Kreisstadt Goslar im Osten und das gemeindefreie Gebiet Harz (Landkreis Goslar) im Süden.

### Stadtgliederung
Langelsheim setzt sich aus acht Ortsteilen zusammen (in Klammern die Einwohnerzahl mit Stand 31. Dezember 2021):
- Astfeld (2078 Einwohner; inklusive Herzog Juliushütte)
- Bredelem (426 Einwohner; inklusive Palandsmühle)
- Hahausen (777 Einwohner; inklusive Neuekrug)
- Kernstadt Langelsheim (4949 Einwohner)
- Bergstadt Lautenthal (1490 Einwohner; inklusive Hüttschenthal)
- Flecken Lutter am Barenberge (1537 Einwohner; inklusive Rhode) mit den Ortsteilen Nauen (305 Einwohner; inklusive Pöbbeckenmühle) und Ostlutter (375 Einwohner)
- Wallmoden (842 Einwohner) bestehend aus den Ortsteilen Alt Wallmoden (347 Einwohner; inklusive Könneckenrode und Mühle Ringelheim), Bodenstein (222 Einwohner) und Neuwallmoden (273 Einwohner)
- Wolfshagen im Harz (2201 Einwohner)

## Geschichte

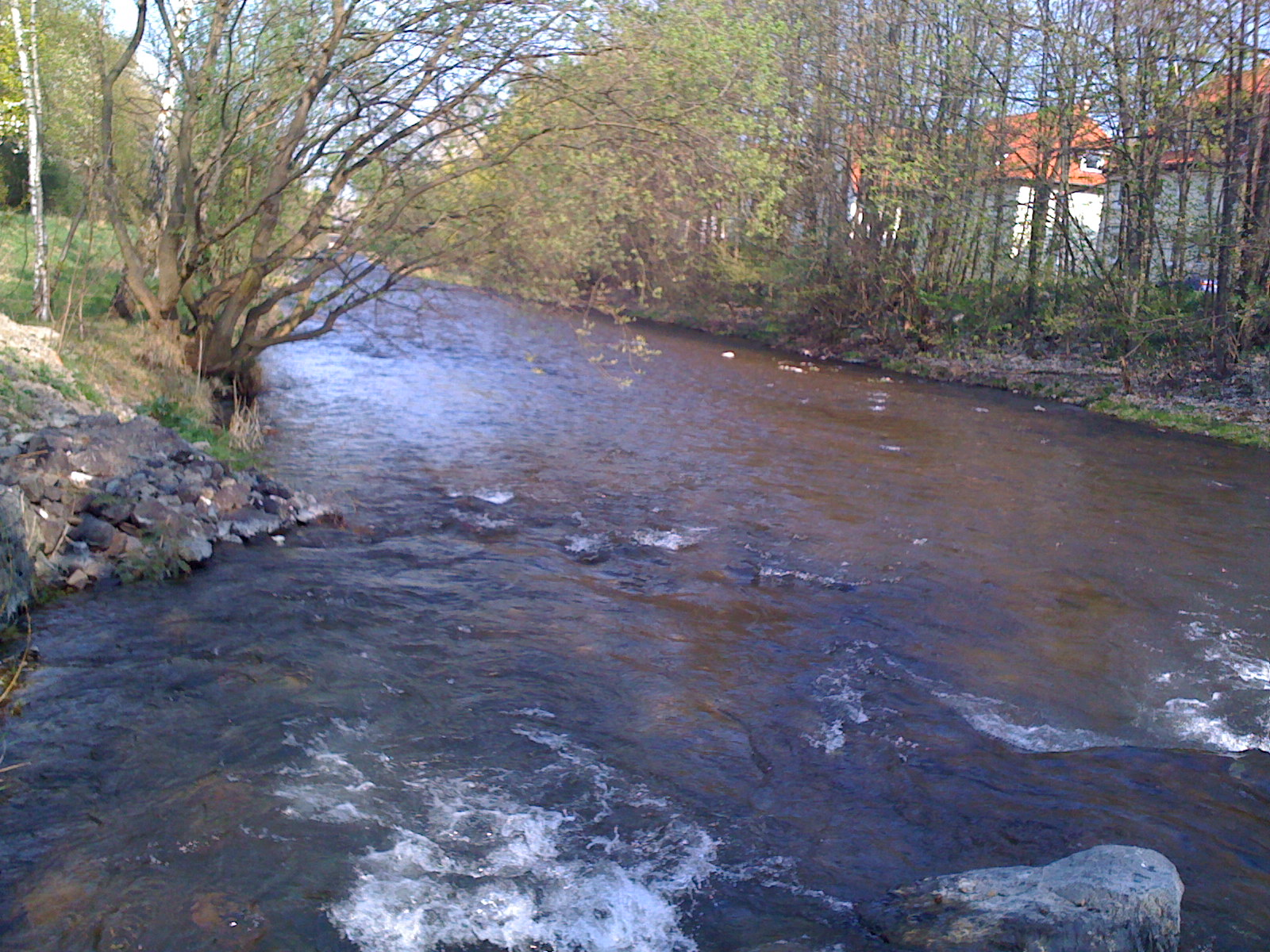
Partie an der Innerste in Langelsheim

Funde aus dem Mesolithikum am Röseckenbrink in der Nähe des Harzeingangs über das Innerstetal lassen auf einen Bestand von Wohnplätzen auf dem Gebiet der Stadt schließen. Überreste aus derselben Epoche fanden sich im Fundgebiet Wedebruch.
Der Ort ist seit dem 10. Jahrhundert unter dem Namen Langenizze oder Langenesse bekannt. Wohl schon zu karolingischer Zeit entstand zum Schutz der am Nordharz verlaufenden Ost-West-Verbindung die oberhalb der Innerste im Stadtgebiet liegende Kansteinburg mit einem 120 mal 150 m großen, fast quadratischen Wallsystem (heute Hindenburg genannt). Sie diente auch als Fluchtburg. Heute sind von der einstigen Anlage nur noch Reste vorhanden, da ein dort befindlicher Steinbruch sie nahezu abgeräumt hat.
Der Ort entwickelte sich seit dem Mittelalter nahezu ausschließlich in südöstlicher Richtung. Dadurch liegt die auf einem – gegenüber dem Innerstetal – leicht erhöhten Platz errichtete St.-Andreas-Kirche heute am nordwestlichen Stadtrand. Zum ehemaligen Ortszentrum gehörte der unterhalb des Kirchberges angesiedelte „Große Hof“, als Bestandteil des Rittergutes Astfeld, das seine Blüte zur Zeit des preußischen Generalfeldmarschalls Carl August Theodor Mackensen von Astfeld erlebte.

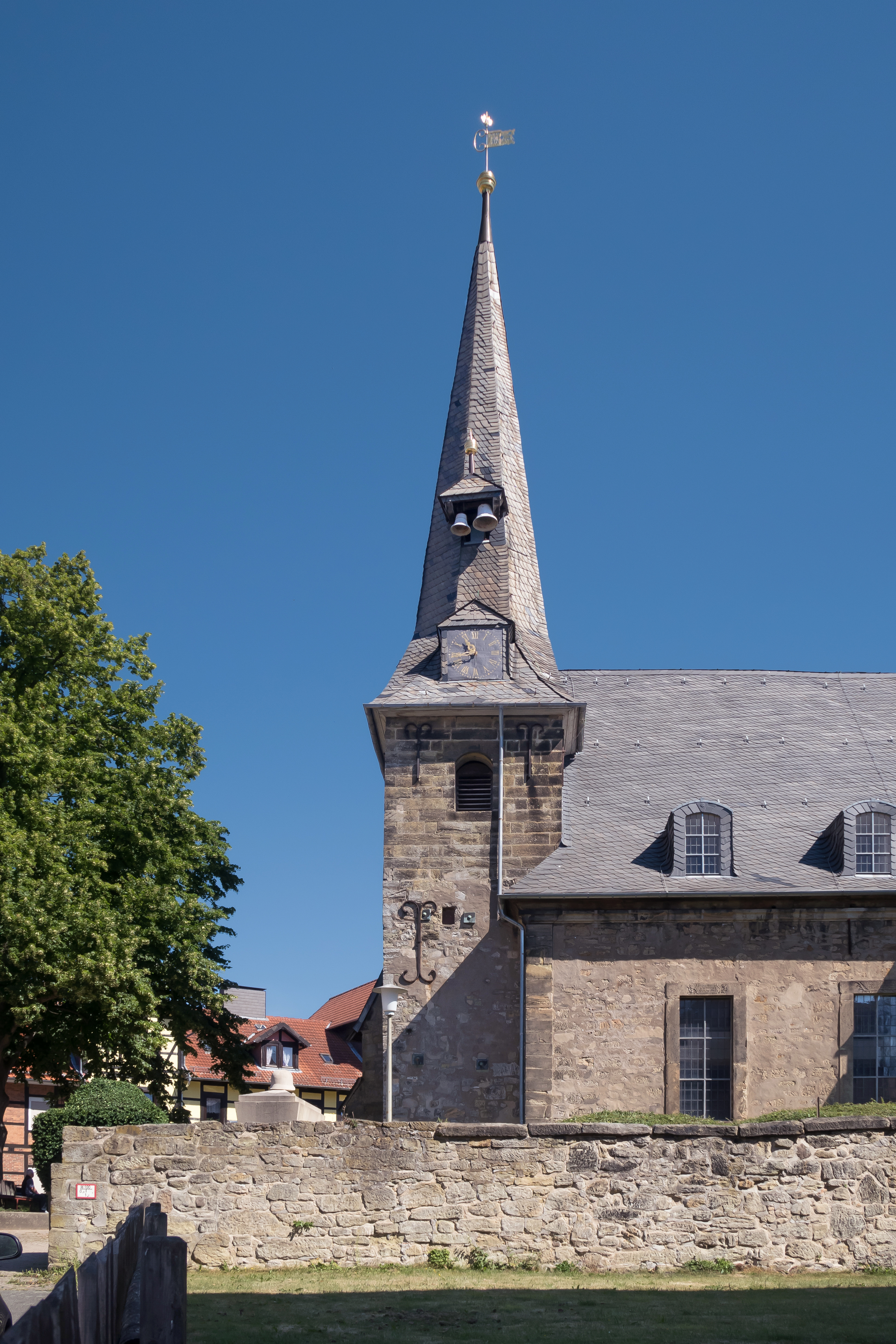
Langelsheim, Sankt Andreaskirche

Im 13. Jahrhundert sind am Fuße des Kansteins mehrere Verhüttungsbetriebe nachgewiesen, in denen unter Nutzung des Wassers der Innerste und Grane sowie der Holzvorräte der naheliegenden Wälder die Erze des Rammelsberges bis 1615 verarbeitet wurden.
Die Erzverhüttung – im Wesentlichen für die Gewinnung von Blei und Zink – wurde im 16. Jahrhundert deutlich ausgebaut (Herzog Juliushütte, Frau-Sophien-Hütte, ab 1913 auch Hans-Heinrich-Hütte). Zeitweise war Langelsheim neben Oker mit der Frau-Marien-Hütte der Schwerpunkt des Hüttenwesens für Erze des Rammelsberges. Mit der Einstellung des Abbaus grobstückiger, kupferhaltiger Erze im Rammelsberg (Goslar) und Konzentration der Unterharzer Hüttenbetriebe in Oker wurde der Betrieb der Frau-Sophien-Hütte 1941 und Herzog Juliushütte 1942 beendet. Langelsheim erhielt im Jahr 1876 verhältnismäßig früh einen Eisenbahnanschluss.
Im Jahre 1951 erhielt Langelsheim die Stadtrechte.
Wegen der Hochwassergefahr am Unterlauf der Innerste wurde 1963 bis 1969 die Innerstetalsperre angelegt.
Im Mai 1971 fand das größte Rockfestival der Harz-Region in Langelsheim statt.
Bis in die jüngste Vergangenheit wurden in und um Langelsheim Steinbrüche für unterkarbonischen Diabas am Junkernberg und mitteldevonischen Diabas am Großen Sülteberg betrieben. Bis heute wird am Kanstein Kalkstein (Oberkreidepläner) abgebaut.
Langelsheim ist ein wichtiger Standort der chemischen Industrie (OT Innerstetal und Heubach). Der Fremdenverkehr hat in den Ortsteilen Wolfshagen und Lautenthal Bedeutung.
Zur Entwicklung der Postgeschichte siehe: Postgeschichte von Langelsheim

### Eingemeindungen
Am 1. Juli 1972 wurden im Rahmen einer Gemeindegebietsreform die umliegenden Ortschaften Astfeld, Bredelem, Lautenthal (Bergstadt) und Wolfshagen im Harz eingegliedert.
Zum 1. November 2021 hat die Samtgemeinde Lutter am Barenberge mit der Stadt Langelsheim fusioniert, so dass Hahausen, Lutter am Barenberge und Wallmoden Ortsteile Langelsheims wurden.

### Einwohnerentwicklung
| Jahr | Einwohner |
| ---- | --------- |
| 1821 | 5900      |
| 1848 | 6873      |
| 1871 | 7290      |
| 1885 | 8314      |
| 1905 | 9707      |
| 1925 | 9643      |
| 1933 | 9829      |

| Jahr | Einwohner |
| ---- | --------- |
| 1939 | 10.090    |
| 1946 | 15.427    |
| 1950 | 16.321    |
| 1956 | 15.061    |
| 1961 | 14.243    |
| 1968 | 14.448    |
| 1970 | 14.340    |

| Jahr | Einwohner |
| ---- | --------- |
| 1975 | 14.929    |
| 1980 | 14.542    |
| 1985 | 13.967    |
| 1990 | 13.892    |
| 1995 | 13.962    |
| 2000 | 13.619    |
| 2005 | 13.068    |

| Jahr | Einwohner |
| ---- | --------- |
| 2010 | 12.232    |
| 2015 | 11.697    |
| 2016 | 11.684    |
| 2017 | 11.536    |
| 2018 | 11.361    |
| 2019 | 11.285    |
| 2020 | 11.245    |

Einwohnerentwicklung von Langelsheim von 1821 bis 2017 nach nebenstehender Tabelle

(ab 1968 Stand jeweils zum 31. Dezember)

## Politik

### Rat
Der Rat der Stadt Langelsheim besteht aus 38 Ratsfrauen und Ratsherren. Die festgelegte Anzahl für eine Gemeinde mit einer Einwohnerzahl zwischen 15.001 und 20.000 Einwohnern beträgt normalerweise 32 Ratsmitglieder. Auf Beschluss des Rates wurde diese Zahl für die aktuelle Wahlperiode aufgrund der Eingemeindung der Samtgemeinde Lutter am Barenberge um 6 auf 38 erhöht. Die Ratsmitglieder werden durch eine Kommunalwahl für jeweils fünf Jahre gewählt.
Stimmberechtigt im Rat ist außerdem der hauptamtliche Bürgermeister.
Bei der Kommunalwahl 2021 ergab sich folgende Sitzverteilung:
| Rat der Stadt Langelsheim 2021Insgesamt 38 Sitze - Linke: 1 - SPD: 17 - Grüne: 2 - FDP: 2 - WGH: 1 - WGL: 5 - CDU: 10 |

### Bürgermeister
Seit dem 1. November 2013 ist Ingo Henze (SPD) Bürgermeister. Bei der Wahl am 22. September 2013 erhielt er im ersten Wahlgang 51,83 Prozent der abgegebenen Stimmen. Er folgte damit auf Henning Schrader (SPD), der seit November 2006 im Amt war. Bei der Bürgermeisterwahl am 12. September 2021 erhielt Ingo Henze (SPD) 78,04 Prozent der gültigen Stimmen.

### Ortsrat
Der Ortsrat, der den gleichnamigen Ortsteil Langelsheim vertritt, setzt sich aus neun Mitgliedern zusammen. Die Ratsmitglieder werden durch eine Kommunalwahl für jeweils fünf Jahre gewählt.
Bei der Kommunalwahl 2021 ergab sich folgende Sitzverteilung:
| Ortsrat 2021Insgesamt 9 Sitze - SPD: 5 - WGL: 2 - CDU: 2 |

### Wappen
Der Entwurf des Kommunalwappens von Langelsheim stammt von der dortigen Gemeinde. Gezeichnet hat ihn der Heraldiker und Wappenmaler Gustav Völker, der sämtliche Wappen in der Region Hannover entworfen hat. Das Wappen wurde im Frühjahr 1948 beschlossen und die Genehmigung wurde am 3. Juni 1949 durch den Niedersächsischen Minister des Innern erteilt. Durch eine Gebietsreform, die die Stadt wesentlich vergrößerte, wurde das Wappen am 12. Dezember 1972 durch einen Ratsbeschluss unverändert weitergeführt.
| Wappen von Langelsheim | Blasonierung: „In Grün über einem goldenen Hirschgeweih ein silbernes Zahnrad, belegt mit schräggekreuztem silbernen Pickel und Spaten.“ |
| Wappen von Langelsheim | Wappenbegründung: Langelsheim liegt am Harz und gibt dies sowohl durch die Farbe seines Schildes als auch durch die darin versammelten Symbole zu erkennen. Es lehnt sich mit seinem Zahnrad, Pickel und Schaufel an die, seit dem 13. Jahrhundert am Fuß des Kansteins befindlichen Eisenverhüttungsbetriebe an. Diese Betriebe waren Vorläufer der im 16. Jahrhundert entstandenen herzoglichen Hüttenwerke. Mit dem Hirschgeweih wird auf die Jagd und Forstwirtschaft hingewiesen, die grüne Farbe versinnbildlicht die umfangreichen Waldungen. |

### Städtepartnerschaften
- Emmer-Compascuum, Gemeinde Emmen, Niederlande
- Nieuw-Weerdinge, Gemeinde Emmen, Niederlande
- Roswinkel, Gemeinde Emmen, Niederlande

## Kultur und Sehenswürdigkeiten

### Museen
- Heimatmuseum

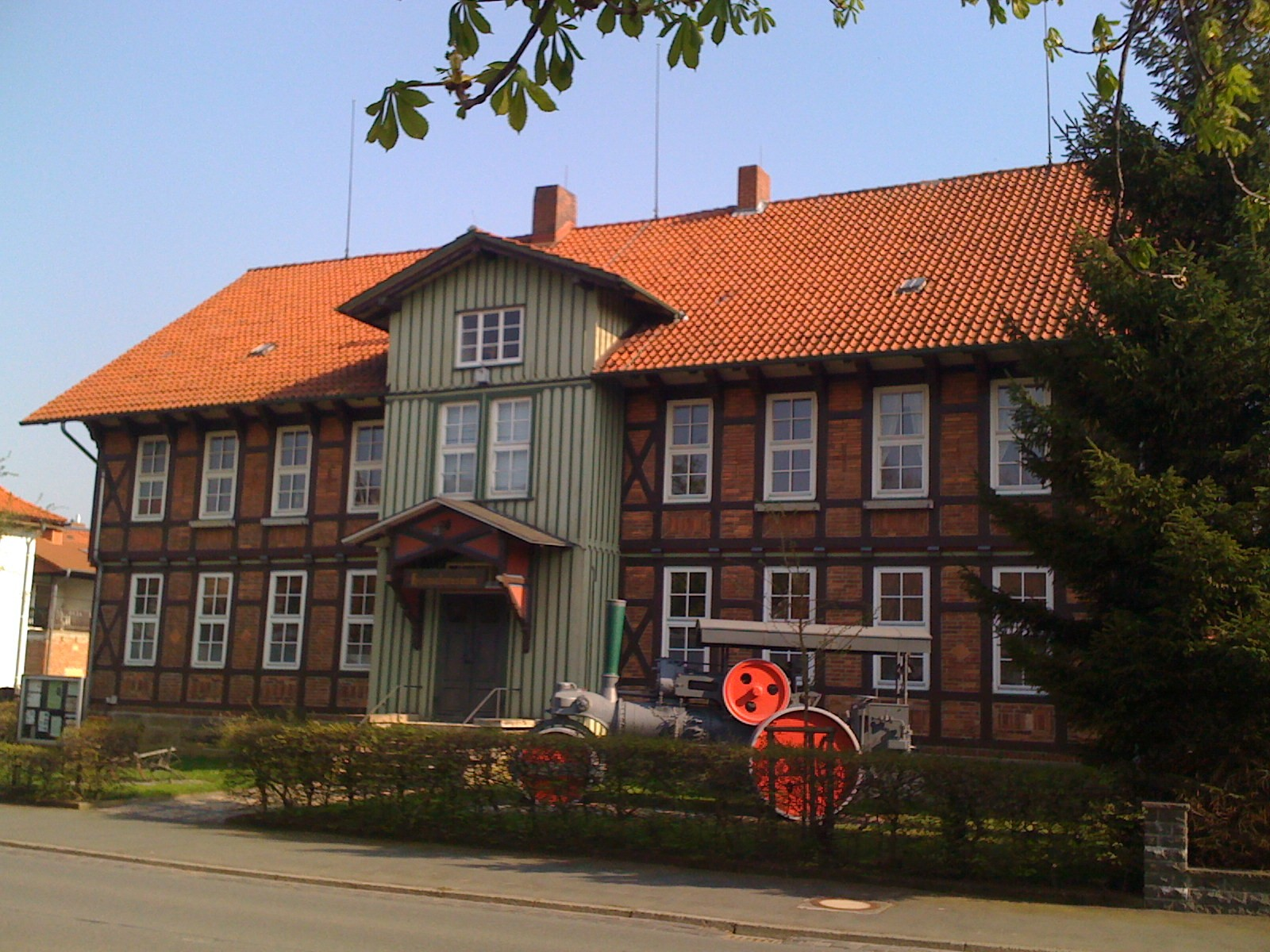
Heimatmuseum Langelsheim im Gebäude der ehemaligen Realschule

- Bergbaumuseum Lautenthals Glück in Lautenthal
- Brauereimuseum in Lautenthal

### Musik
Musiziert wird in den Concordia Chören (Männer-, Frauen- und Kinderchor) und im Kirchenchor der evangelischen Kirche. Des Weiteren wird im Spielmannszug und dem Musikzug der Freiwilligen Feuerwehr sowie im Musikkorps Hans-Heinrich-Hütte Langelsheim sowohl moderne als auch Volkstümliche Musik angeboten.
Bei dem Musikzug der Freiwilligen Feuerwehr sowie dem Musikkorps Hans-Heinrich-Hütte Langelsheim handelt es sich genau um dieselbe Besetzung, nur wird je nach Anlass unter dem einen oder dem anderen Namen aufgetreten.

### Kirchengebäude

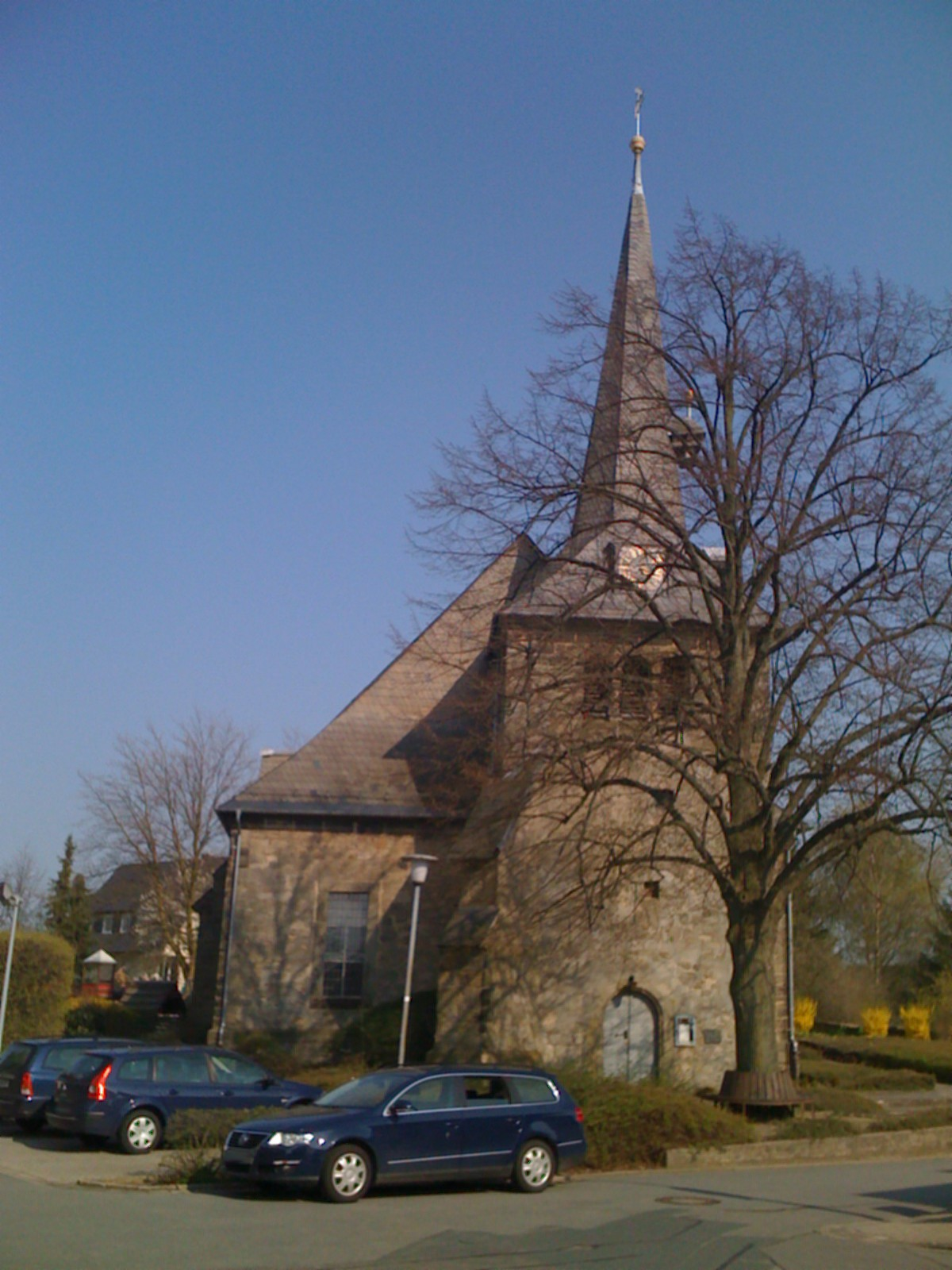
St. Andreaskirche

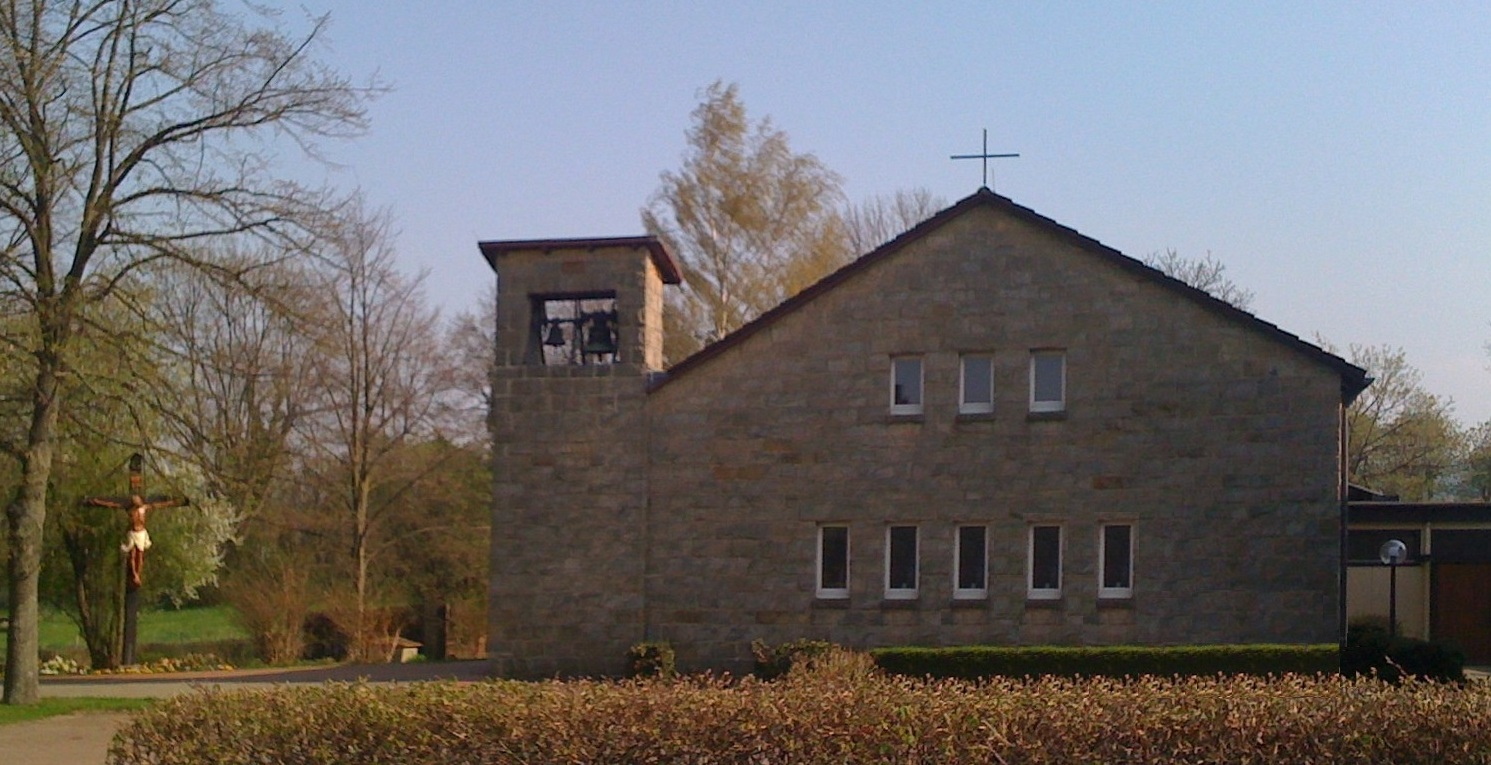
Herz-Mariä-Kirche

In Langelsheim existieren zwei Kirchengebäude. Die evangelische St. Andreas-Kirche ist wegen ihres eindrucksvollen geschnitzten Altars des Goslarer Meisters Jobst Heinrich Lessen aus dem Jahr 1680 hervorzuheben. Ihr Turm ist aus romanischer Zeit. Daneben besteht seit 1951 die katholische Herz-Mariä-Kirche, heute Filialkirche der Pfarrei in Liebenburg.

### Sonstige Bauwerke
Neben der Andreaskirche sind noch einige gut erhaltene Fachwerkhäuser im Ortskern sowie der spätgotische Adelshof hervorzuheben. Zwei Talsperren, die Innerstetalsperre zwischen Langelsheim und dem Ortsteil Lautenthal sowie die Granetalsperre zwischen Langelsheim und dem Ortsteil Astfeld gehören ebenso zu den Sehenswürdigkeiten, wie die noch erhaltenen Anlagen des ehemaligen Erzbergbaus im Ortsteil Lautenthal.

### Sportvereine
Zu den Sportvereinen der Stadt gehören der VfR Langelsheim e. V., SV Emekspor Langelsheim e. V. (u. a. Fußball), der MTV Langelsheim e. V. (u. a. Leichtathletik, Ballsport, darunter auch die HSG Langelsheim/Astfeld (Handball)) der SC 77 Langelsheim e. V. und der TC Kalkrösecke e. V. (Tennis).

### Sport- und Freizeiteinrichtungen
- Wassersportmöglichkeiten auf dem Innerstestausee
- Harzstadion mit zwei Fußballfeldern und Leichtathletikbahn
- Ballsporthalle am Schulzentrum
- Freibad
- Verlauf des Europaradweg R1

### Regelmäßige Veranstaltungen
- Fahrraderlebnistag
- Heinrich-Steinweg-Konzert
- Landesjugendfeuerwehrzeltlager
- Rosenfest

## Wirtschaft und Infrastruktur
Wirtschaftszweige: chemische Industrie (insbesondere Kunststoffprodukte und Farben), Metallverarbeitung, Gewerbe, Touristik

### Chemische Industrie
In Langelsheim sind Albemarle (vormals Rockwood Lithium), PPM Pure Metals (Recylex), Chemetall, Kömmerling, Synthomer, Heubach sowie die Logistikfirma DP World auf dem Gelände der früheren Hans-Heinrich-Hütte ansässig. Sie beschäftigen insgesamt etwa 1200 Mitarbeiter.

### Fremdenverkehr
Für Camper bietet der Campingplatz „Am Krähenberg“ (65.000 Quadratmeter) ganzjährig ein Zuhause. Neben kleineren Pensionen existiert ein Gasthof mit Hotelbetrieb. Weitere Hotels gibt es in den Ortsteilen Lautenthal und Wolfshagen.

### Verkehr
Zur Entwicklung des Postwesens in Langelsheim siehe: Postroute Braunschweig-Göttingen.

#### Straßenverkehr
Langelsheim liegt an der Bundesstraße B 82, über die in Richtung Goslar Anschluss an die (vierspurige) B 6 (Hannover–Halle (Saale)), die Bundesautobahn A 395 (Braunschweig–Vienenburg) sowie in Richtung Seesen an die Bundesautobahn A 7 besteht.

#### Öffentlicher Busverkehr
Es verkehren Busse des ÖPNV nach Goslar und Clausthal-Zellerfeld.

#### Schienenverkehr
Der Bahnhof Langelsheim befindet sich südöstlich des Ortskerns an der Bahnstrecke Neuekrug-Hahausen–Goslar, seine Passagieranlagen wurden in den Jahren 2021/22 vollständig neu aufgebaut. Bis 1976 zweigte hier die Innerstetalbahn ab, die von hier aus durch den Oberharz nach Altenau führte.
Auf dem Stadtgebiet Langelsheim existierten historisch folgende Bahnhöfe:
- Herzog Juliushütte (Astfeld)
- Bahnhof Lautenthal (Lautenthal)
- Bahnhof Lutter am Barenberge (Flecken Lutter am Barenberge)
- Haltepunkt Innerstetalsperre (Lautenthal)
- Haltepunkt Nauen (Harz) (Flecken Lutter am Barenberge)
- Haltepunkt Neuwallmoden (Wallmoden)

Der Bahnhof Neuekrug-Hahausen dient nur noch als Betriebsbahnhof. Seine Bedienung durch den Reiseverkehr wurde im Mai 1987 eingestellt und die Passagieranlagen sind nicht mehr nutzbar.

### Bildung
Grundschule und Oberschule (Zusammenlegung der Haupt- und Realschule).

## Söhne und Töchter der Stadt
- Wilhelm Reupke (1877–1933), Politiker (USPD, SPD), Abgeordneter im Braunschweigischen Landtag
- August Grotehenne (+ 28. März 1933), Gewerkschaftsfunktionär und Opfer der  Nationalsozialisten
- Jan Assmann (1938–2024), Ägyptologe und Religionswissenschaftler
- Uwe Böker (1940–2020), Philologe und Anglist
- Wolfgang Pages (* 1945), Politiker (SPD), Abgeordneter der Hamburgischen Bürgerschaft
- Heidi Wernerus-Neumann (1947–2011), geboren in Wolfshagen, Aktivistin der deutsch-polnischen Völkerverständigung
- Hans-Werner Bothe (* 1952), Neurochirurg und Philosoph